# Nataniel (Ikim)
Nataniel, imię świeckie Neculai Ikim – duchowny Rosyjskiej Prawosławnej Cerkwi Staroobrzędowej w Rumunii, od 2012 biskup Bukowiny i Mołdawii. Chirotonię biskupią otrzymał w 2001.